# 게이고시 유지
게이고시 유지(일본어: 慶越 雄二, 1963년 9월 17일 ~ )는 일본의 전 축구 선수이다.

## 구단 경력
1982년 일본 사커 리그의 마쓰시타 전기(감바 오사카)에 입단했다. 1990년에 천황배 우승을 차지했다. 1993년부터 1994년까지 베르디 가와사키에서 뛰었다. 1995년 재팬 풋볼 리그의 후쿠오카 브룩스(아비스파 후쿠오카)로 이적했다. 1995년 재팬 풋볼 리그 우승으로 J1리그로 승격했다. 1997년 교토 퍼플 상가로 이적했다. 1997년후 현역 은퇴.